# Hyposmocoma chilonella
Hyposmocoma chilonella là một loài bướm đêm thuộc họ Cosmopterigidae. Nó là loài đặc hữu của Kauai, Oahu, Maui, Molokai và Hawaii.
The larvae of Các đề cửsubspecies are whitish và feed on Acacia koa, Aleurites moluccana, Cheirodendron gaudichaudii, Coprosma foliosa và other Coprosma species, Metrosideros, Pipturus, Rubus hawaiiensis và Smilax sandwicensis. They bore in dead wood or pith. The larvae of subspecies percondita probably feed on dead wood. Larvae ssp. triocellata of have been recorded boring in dead wood of Cheirodendron, Hibiscus, Pipturus, Pittosporum, Rubus hawaiiensis và Wikstroemia. Larvae of ssp. venosa bore in dead wood of Wikstroemia.

## Phụ loài
- Hyposmocoma chilonella chilonella Walsingham, 1907 (Kauai, Oahu, Maui, Hawaii)
- Hyposmocoma chilonella percondita Walsingham, 1907 (Kauai, Hawaii)
- Hyposmocoma chilonella triocellata Walsingham, 1907 (Kauai, Oahu, Molokai, Hawaii)
- Hyposmocoma chilonella venosa Walsingham, 1907 (Kauai, Molokai, Hawaii)